# ازدنیک اشکارا
ازدنیک اشکارا (چکی: Zdeněk Škára؛ زادهٔ ۲۳ فوریهٔ ۱۹۵۰) بازیکن هندبال اهل چکسلواکی بود.